# Juan Sabines Guerrero, Comitán
Juan Sabines Guerrero är en ort i Mexiko.   Den ligger i kommunen Comitán Municipality och delstaten Chiapas, i den sydöstra delen av landet, 800 km öster om huvudstaden Mexico City. Juan Sabines Guerrero ligger 1 583 meter över havet och antalet invånare är 274.
Terrängen runt Juan Sabines Guerrero är platt åt nordost, men åt sydväst är den kuperad. Terrängen runt Juan Sabines Guerrero sluttar österut. Runt Juan Sabines Guerrero är det ganska tätbefolkat, med 96 invånare per kvadratkilometer. Närmaste större samhälle är Comitán, 8,0 km nordväst om Juan Sabines Guerrero. I omgivningarna runt Juan Sabines Guerrero växer huvudsakligen savannskog.